# Илия Луков
Илия Луков е български народен певец и композитор от Македонската фолклорна област. Известен е с множество прояви в подкрепа на българщината в България и чужбина.

## Биография
Илия Луков е роден на 13 юни 1974 година в град Петрич. Израства и живее в село Тополница, в музикално семейство. Дядо му по бащина линия е отличен тамбурист и единственият музикант в селото по онова време. Свирил е по празничните хора и семейни тържества. Предците му по майчина линия са от село Мосомище, Гоцеделчевско, и са певци и медалисти от събора за народно творчество в град Копривщица.
Илия Луков още от 16-годишна възраст участва в музикалните изяви и създаването на местния оркестър. Забелязан е от утвърдени музиканти от съседното село Марино поле, които са канени за всички семейни и общонародни тържества. През този период той се утвърждава като гласовит и емоционален изпълнител. Вече 19-годишен е поканен да участва със специално написана за него песен в току-що създаващия се фестивал „Пирин Фолк“. Тогава е войник. Явява се на фестивала и печели наградата на публиката и трета награда на журито – 1994 г. През същата година записва и първия си албум „Сиромах си бех и си останах“. 
През 1995 г. печели наградата на публиката и изпълнението му е оценено като ново явление на „Пирин Фолк“, коментирано в разговор между специалисти и публика, като през същата година записва и втория си албум „Обич да раздам“, в който преобладава стилът попфолк. Албумът „Обич да раздам“ е посветен на самотните деца, като този и последвалите му албуми са издадени от „Орфей мюзик“.
1996 г. се запечатва с песента „Мъжка молитва“, озаглавила и едноименния му албум (изд. „Орфей мюзик“), която печели единодушно Първата награда на жури и публика. Песента става емблематична в концертните изяви на Илия Луков, като голяма част от публиката става на крака и притихва в молитвено състояние, а други подпяват мелодията. През 1996 година албумът „Мъжка молитва“ е издаден на аудиокасета, а през 1998 година – и на компактдиск.
От тогава започва и съвместната дейност с д-р Анна Караангелова, която става инициатор на стотици концертни изяви на Илия Луков в България и чужбина. Голяма част от тях са с благотворителна цел за децата-сираци, за децата на загинали полицаи при изпълнение на служебния си дълг. Посвещават песен и концерти в памет на децата, загинали в река Лим, Сърбия. Организират концерт и подпомагат детската урология на Пирогов.
През 1997 година записва албума си „Рожба да отгледаш“ (изд. „Орфей мюзик“), като всички песни в него са по музика на Илия Луков. Хитове от албума са „Хоро на влюбени“ и „Магдалена“.
През 2024 г., по случай 30-годишната сценична и творческа дейност на Илия Луков, Продуцентска къща „Пирина“ издава компилацията „30 години песни с любов“, съдържаща най-големите му хитове: „Мъжка молитва“, „Хоро на влюбени“, „Магдалена“, „Зов за България“, „Мамо, снощи те сънувах“ и др. Компилацията съдържа както изцяло или частично авторски, така и народни песни като „Ясен месец“, „Биляна платно белеше“, „Ако умра, ил загина“ и др. Има само един дует – с Валерия Момчилова на народната песен „Море кога одеф“.
Певецът проявява жив интерес към историята на българския народ. Вълнуват го важните моменти, оказали решително влияние върху живота и борбата за свобода на българите.
На 16 юни 2000 г. в историческата източноправославна обител Кръстова гора изнася концерт-молитва за България, в който участват около 30 000 души от 24 религиозни общности. След концерта-молитва се окачва 250-килограмова камбана на църквата „Покров на Пресвета Богородица“, а цялата планина е огряна от хилядите свещи на дошлите миряни да се помолят.
По инициатива на Илия Луков и неговия екип се даряват камбани и на други храмове в България, а и извън граница в Одрин, Атина, Голо бърдо-Албания.

## Дискография

### Студийни албуми
- 1994 – „Сиромах си бех и си останах“
- 1995 – „Обич да раздам“
- 1996 – „Мъжка молитва“
- 1997 – „Рожба да отгледаш“
- 1999 – „Едно мало дете“
- 2000 – „Камбана“, с участието на „Ева квартет“
- 2001 – „Со маки сум се родил“
- 2002 – „Зов за...“
- 2003 – „Мамо, снощи те сънувах“
- 2004 – „Обичам те“
- 2004 – „10 години на сцената“ (компилация)
- 2007 – „Избрани македонски песни“ (компилация)
- 2011 – „Хоро се вие“, дуетен албум с Любка Рондова
- 2011 – „Зов за България“
- 2013 – „С песните през вековете“ (компилация)
- 2015 – „40 любими песни в MP3 формат“ (компилация с известни македонски песни)
- 2019 – „Наздравица за 25 години с песните на Илия Луков“
- 2024 – „30 години песни с любов“ (компилация)

## Награди и отличия
През 1996 година печели две награди на фестивала „Пирин фолк“ – на публиката и на журито – с песента „Мъжка молитва“.

## Прояви
- През 2000 година става инициатор на проекта „Седмата камбана“, целящ набиране на средства за поставяне на камбана на Кръстова гора.[2]
- На 20 юли 2006 година дарява 147-килограмова камбана за българите в Голо бърдо, Албания.[3]
- На 20 юли 2007 година дарява голяма посребрена камбана за манастира „Св. Георги Победоносец“.[4]
- На 4 май 2008 година дарява камбана на българската църква в Атина „Св. Иван Рилски“.[5]
- На 15 септември 2008 година дарява 152-килограмова камбана за църквата „Св. св. Константин и Елена“ в Одрин.[6]
- На 21 октомври 2008 година се освещава параклисът „Св. Архангел Михаил“ в град Ямбол, чийто основен спонсор е Илия Луков.
- На 14 декември 2008 година открива чешма в родното си село Тополница.[7][8]
- На 28 април 2010 година с негово участие се провежда най-дългото хоро край Гигинския манастир.[9]
- На 24 септември 2010 година с негово участие в град Плевен се провежда благотворителен концерт за изграждането на клиника за невролечение със стволови клетки, по инициатива на Вера Кочовска.[10]
- През месец юли 2016 г. Илия Луков, продуцентска къща „Пирина“ и Държавната агенция за българите в чужбина организират инициативата „Най-дългото хоро“ в Босилеград, в която вземат участие над 1000 души – фолклорни ансамбли от Кюстендил, Петрич, София, Белград, Ниш, Скопие и жители на Босилеград.[11]
- На 23 октомври 2016 г. Илия Луков изнася концерт в Русе в подкрепа на кандидатурата за президент Красимир Каракачанов.[12]
- През 2016 г. с подкрепата и съдействието на Илия Луков община Каварна организира 13-ия събор „С България в сърцето“.[13]